# Dave Carey (Musiker, 1914)
David Arthur „Dave“ Carey (* 8. November 1914 in Coulsdon, Surrey, heute London Borough of Croydon; † 18. Juli 1999 in Croydon) war ein britischer Jazz-Schlagzeuger, Bandleader und Jazzforscher.

## Leben und Wirken
Dave Careys Vater war Pianist. Anfang der 1930er Jahre hatte er eine eigene Band, mit der er im Raum Croydon auftrat. Nach Beginn des Zweiten Weltkriegs eröffnete er in Streatham einen Musikalienladen, bevor er zum Militärdienst eingezogen wurde. 1946 eröffnete er in Streatham The Swing Shop, in dem er Musikinstrumente und Schallplatten verkaufte und den er mit seiner Frau Joan zum Versandhandel ausweitete. Daneben spielte er in Tanz- und Jazzbands, 1947 mit dem in England gastierenden Rex Stewart, mit dem er auch im September 1949 in London aufnahm, und 1948 mit Graeme Bells Australian Jazz Band.
Im selben Jahr wirkte Carey bei Aufnahmen von Humphrey Lyttelton für Wilco mit, 1950 bei dem Boogie-Woogie-Pianisten Roy Vaughan (Oval Boogie). Von September 1948 bis September 1949 war er in der Band von Lyttleton, bis er durch Bernard Saward ersetzt wurde. Mitte der 1950er Jahre leitete er eigene Traditional-Jazz-Formationen, mit denen er eine Reihe von Schallplatten für Tempo Records (Kater Street Rag, 1956) und Decca Records (I’ve found a New Baby / Brown Skin Mama, 1956) einspielte und 1957 in der Royal Festival Hall gastierte. Carey wirkte auch bei Aufnahmen des Pianisten Pat Hawes für Tempo mit. Außerdem betätigte er sich als Musikhistoriker, in Zusammenarbeit mit Albert McCarthy und dem sechsbändigen Werk Jazz Directory (1949–52). Auch in den 1960er Jahren leitete er eine eigene Band.
Sein Schlagzeugspiel war nach Ansicht seines Kollegen Pat Hawes von Baby Dodds beeinflusst, aber auch von Schlagzeugern der Swingära wie Gene Krupa, Cozy Cole und George Wettling.
Neben Schlagzeug spielte er Vibraphon und Washboard.

## Publikationen
- Jazz Directory. - The Directory of recorded Jazz and Swing Music. Collated and Compiled by Dave Carey, Albert J. McCarthy, Ralph G.V. Venables. - 6 Volumes. The Delphic Press, Fordingbridge 1949–1952; Cassell & Comp., London 1955–1957.

## Diskografische Hinweise
- The Dave Carey Jazz Band (10-inch-LP, Tempo, 1955), mit John Codd (Trompete), Tony Milliner (Posaune), Tony Gibbons (Klarinette), Bob Mack (Gitarre & Banjo), Pat Hawes (Piano), Eric Starr (Bass)
- Dave Carey Jazz Band: Button Up Your Overcoat (EP, Tempo)
- The Complete Sessions 1955-1957 (Lake, 2002)